# Данченко Семен Михайлович
Семен Михайлович Данченко (16 лютого 1906, місто Київ — грудень 1983, місто Київ) — радянський партійний діяч, заступник секретаря ЦК КП(б)У із промисловості, завідувач промислового відділу ЦК КП(б)У.

## Біографія
Народився в робітничій родині. Трудову діяльність розпочав у 1920 році слюсарем-інструментальником на заводі в Києві.
Член ВКП(б) з 1928 року.
Закінчив Київський машинобудівний інститут. Після закінчення інституту працював на інженерних посадах.
У 1938—1939 роках — інструктор відділу ЦК КП(б)У. З липня по грудень 1939 року — завідувач сектору кадрів місцевої промисловості і комунального господарства відділу кадрів ЦК КП(б)У.
З грудня 1939 по жовтень 1944 року — заступник завідувача промислового відділу ЦК КП(б)У.
У жовтні 1944 — жовтні 1947 року — заступник секретаря ЦК КП(б)У із промисловості — завідувач промислового відділу ЦК КП(б)У.
У 1948 — січні 1951 року — завідувач сектору комунального господарства Управління справами Ради міністрів Української РСР.
У січні 1951—1958 роках — помічник секретаря ЦК КПУ.
У 1958—1962 роках — інспектор ЦК КПУ.
У 1962—1976 роках — член Партійної комісії при ЦК КПУ.
З 1976 року — персональний пенсіонер у місті Києві, позаштатний член Партійної комісії при ЦК КПУ.
Помер у грудні 1983 року в Києві.

## Звання
- політрук
- майор

## Нагороди
- орден Трудового Червоного Прапора (26.02.1958)
- орден «Знак Пошани» (23.01.1948)
- медаль «Партизанові Вітчизняної війни» 1-го ст.
- медаль «За перемогу над Німеччиною у Великій Вітчизняній війні 1941—1945 рр.» (1945)
- медалі
- дві Почесні грамоти Президії Верховної Ради Української РСР (11.03.1966,)